# Lilija Nurutdinova
Lilija Foatovna Nurutdinova (rusko Лилия Фоатовна Нурутдинова), ruska atletinja, * 15. december 1963, Naberežnije Čelni, Sovjetska zveza.
Nastopila je na olimpijskih igrah leta 1992 ter tam osvojila naslov olimpijske prvakinje v štafeti 4×400 m in srebrno medaljo v teku na 800 m. Na svetovnih prvenstvih je leta 1991 osvojila srebrno medaljo v teku na 800 m, na evropskih prvenstvih pa bronasto medaljo v isti disciplini leta 1990. Leta 1993 je prejela štiriletno prepoved nastopanja zaradi dopinga.